# Gustav Indrebø
Gustav Ludvig Indrebø (né le 17 novembre 1889 à Samnanger, décédé le 3 août 1942) était un philologue et historien norvégien qui a beaucoup écrit sur les noms de lieux.
Après avoir obtenu son examen artium en 1908, et un diplôme d'enseignant en 1910, il est professeur pendant trois ans tout en étudiant la philologie à l'Université d'Oslo de Kristiania. En 1917, il est Candidatus philologiæ avec un écrit sur le Fagrskinna, . Il devient chargé de cours puis après avoir étudié à Copenhague et Berlin, il devient en 1921, professeur agrégé en philologie nordique.  Sa thèse sur les noms de lacs dans le Comté d'Oppland,  lui permet d'obtenir son doctorat en 1925. 
De 1923 à 1929, il avait été directeur de la maison d'édition Det Norske Samlaget. Il est le président de l'association Noregs Mållag de 1930 à 1932.
Son principal travail, sur l'histoire de la langue norvégienne, Norsk Målsoga, est paru en 1951, soit 9 ans après sa mort, rédigé par Per Hovda et Per Thorson (réédité et augmenté en 2001). 